# Миллерово
Ми́ллерово — город в Ростовской области России, административный центр Миллеровского района, а также Миллеровского городского поселения.
Население — 34841 человек (2021).
В 2018 году был удостоен почётного звания Ростовской области «Город воинской доблести».

## История

Памятный знак И. А. Миллеру

Основан в 1786 году как хутор при имении войскового старшины немца Ивана Миллера, получившего пустующие земли при реке Глубокой на основании Указа императрицы Екатерины II от 14 февраля 1786 года. Хутор входил в состав Области Войска Донского.
В 1835 году земля Войска Донского была разделена на семь административных округов — «начальств». Хутор был отнесён в состав Донецкого округа (станица Каменская).

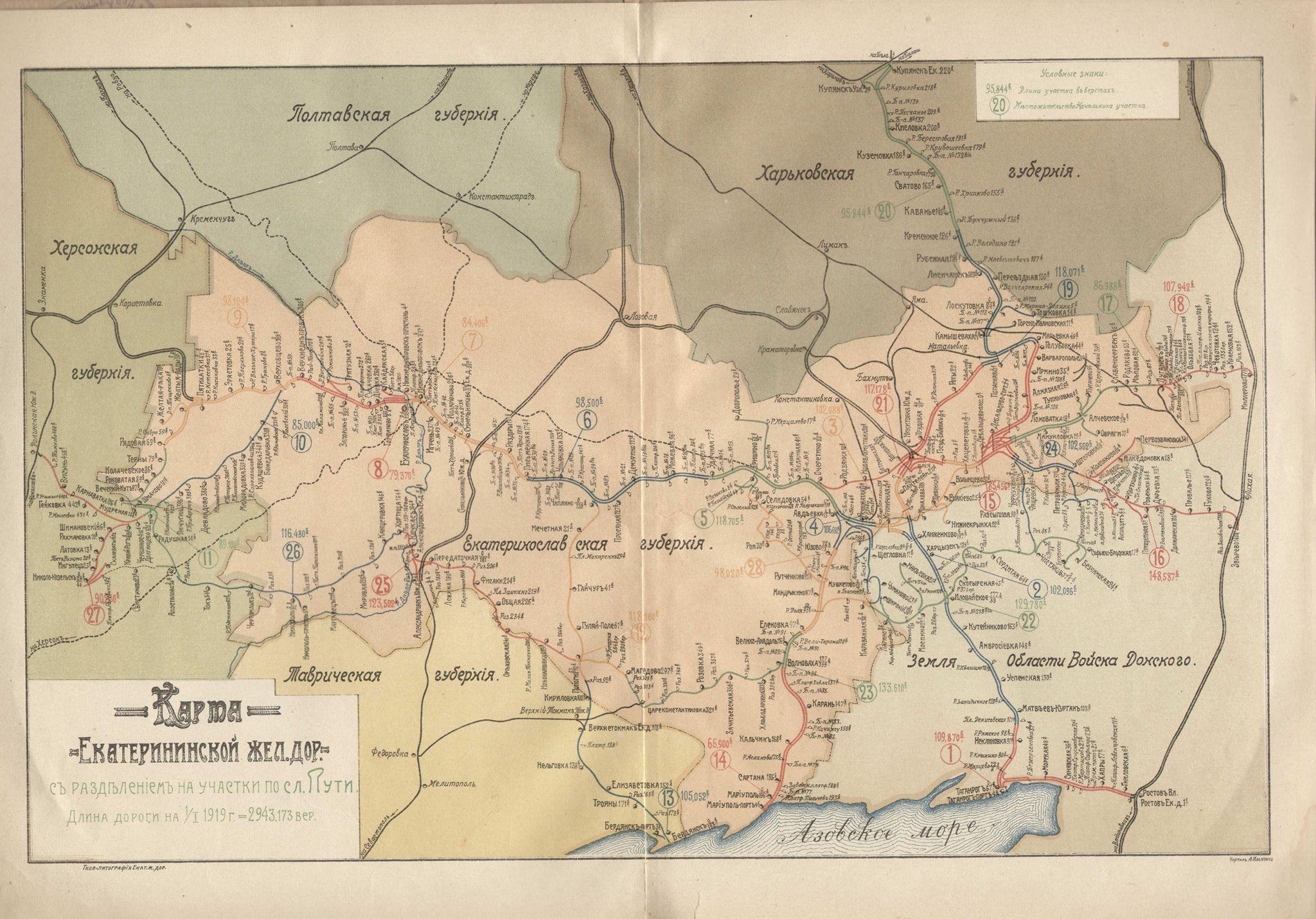
Миллерово на карте Екатерининской железной дороги. 1916 год

В конце XIX века через Миллерово прошла Ростово-Воронежско-Козловская железная дорога: хутор стал важным железнодорожным узлом на стыке с Екатерининской железной дорогой. Здесь хранилась и перерабатывалась значительная часть сельскохозяйственных продуктов, поступавших из районов верхнего Дона и Украины для отправки в центральные губернии России. Появились ссыпки зерна, элеватор. Были построены мельницы, большой маслобойный завод, чугунолитейный завод. В 1903 году была построена первая в Миллерове Церковь Николая Чудотворца (не сохранилась).
В годы Гражданской войны в районе Миллерова велись ожесточённые бои. Весной 1919 года Миллерово стало одним из центров антибольшевистского восстания казачества. Советская власть была установлена весной 1920 года.
В 1920-е годы Миллерово благоустраивалось: были заложены первые каменные мостовые на главной Ленинской улице и на Базарной площади, возведён окружной Дом казака и крестьянина. В марте 1926 года Миллерово получило статус города.
C 1933 по 1934 годы город был административным центром Северной области (Северо-Кавказского края, затем Азово-Черноморского края), а с 1934 по 1937 год — Северо-Донского округа Азово-Черноморского края.
12 июля 1942 года вблизи Миллерова наступавшие с севера части 4-й танковой армии вермахта соединились с наступавшей с запада 1-й танковой армией. В окружение, известное как «миллеровский котёл», попали около 40 тыс. солдат и офицеров РККА. 16 июля 1942 года город был оккупирован германскими войсками. Военнопленные содержались в импровизированном лагере недалеко от города, известном как «Миллеровская яма».
Город был освобождён 17 января 1943 года войсками Юго-Западного фронта в ходе наступления на ворошиловградском направлении.
Войскам, участвовавшим в освобождении Миллерова, Морозовска и других городов, приказом Верховного Главнокомандующего от 25 января 1943 года объявлена благодарность.

## Физико-географическая характеристика
Миллерово — самый северный город Ростовской области, расположен в пределах Доно-Донецкой равнины, в верховьях реки Глубокая, являющейся левым притоком Северского Донца. Средняя высота над уровнем моря — 131 м. Большая часть города расположена на левом берегу реки Глубокой. Долина реки расчленена балками и оврагами.
По автомобильной дороге расстояние до города Ростова-на-Дону составляет 210 км, до ближайшего города Каменск-Шахтинского — 81 км.
| С-З | Старобельск ~ 160 км             | Воронеж ~ 350 км Богучар ~ 130 км                                | Михайловка ~ 300 км                    | С-В |
| З   | Северодонецк ~ 180 км            | Роза ветров                                                      | Волгоград ~ 390 км                     | В   |
| Ю-З | Луганск ~ 110 км Донецк ~ 260 км | Каменск-Шахтинский~ 81 км Шахты ~ 190 км Ростов-на-Дону ~ 210 км | Морозовск ~ 170 км Волгодонск ~ 270 км | Ю-В |

Климат
Согласно классификации климатов Кёппена — Гейгера климат Миллерова влажный континентальный с жарким летом и умеренно холодной зимой (индекс Dfa). Среднегодовое количество осадков — 481 мм.
| Показатель                    | Янв. | Фев. | Март | Апр. | Май  | Июнь | Июль | Авг. | Сен. | Окт. | Нояб. | Дек. | Год  |
| ----------------------------- | ---- | ---- | ---- | ---- | ---- | ---- | ---- | ---- | ---- | ---- | ----- | ---- | ---- |
| Средний суточный максимум, °C | −3,5 | −3,2 | 2,0  | 13,8 | 21,7 | 26,0 | 28,0 | 26,9 | 20,4 | 12,1 | 3,8   | −0,5 | 12,3 |
| Средняя температура, °C       | −6,6 | −6,5 | −1,4 | 8,8  | 16,0 | 20,3 | 22,1 | 21,1 | 15,1 | 8,0  | 1,0   | −3,3 | 7,9  |
| Средний суточный минимум, °C  | −9,7 | −9,8 | −4,8 | 3,9  | 10,4 | 14,6 | 16,5 | 15,4 | 9,8  | 3,9  | −1,8  | −6   | 3,5  |
| Норма осадков, мм             | 40   | 30   | 27   | 37   | 44   | 55   | 52   | 38   | 36   | 30   | 46    | 48   | 481  |

## Население
| 1931    | 1939    | 1959    | 1967    | 1970    | 1979    | 1989    | 1992    |
| ------- | ------- | ------- | ------- | ------- | ------- | ------- | ------- |
| 16 300  | ↗24 000 | ↗30 005 | ↗35 000 | ↘34 627 | ↗36 195 | ↗37 346 | ↗38 100 |
| 1996    | 1998    | 2002    | 2003    | 2005    | 2006    | 2007    | 2009    |
| ↗39 600 | ↗39 700 | ↘38 498 | ↗38 500 | ↘38 000 | ↘37 700 | ↘37 500 | ↘37 183 |
| 2010    | 2011    | 2012    | 2013    | 2014    | 2015    | 2016    | 2017    |
| ↘36 499 | ↗36 500 | ↘36 409 | ↘36 388 | ↘36 141 | ↘35 873 | ↘35 600 | ↘35 540 |
| 2018    | 2019    | 2020    | 2021    |         |         |         |         |
| ↘35 384 | ↘35 208 | ↘34 464 | ↗34 841 |         |         |         |         |

На 1 января 2024 года по численности населения город находился на 443-м месте из 1119 городов Российской Федерации.
Национальный состав
| Народ         | Численность, чел. | Доля от всего населения, % |
| ------------- | ----------------- | -------------------------- |
| русские       | 31 194            | 94,91 %                    |
| украинцы      | 331               | 1,01 %                     |
| армяне        | 195               | 0,59 %                     |
| азербайджанцы | 138               | 0,42 %                     |
| цыгане        | 117               | 0,36 %                     |
| белорусы      | 56                | 0,17 %                     |
| езиды         | 54                | 0,16 %                     |
| татары        | 35                | 0,11 %                     |
| турки         | 30                | 0,09 %                     |
| грузины       | 26                | 0,08 %                     |
| осетины       | 23                | 0,07 %                     |
| башкиры       | 14                | 0,04 %                     |
| молдаване     | 14                | 0,042 %                    |
| немцы         | 13                | 0,039 %                    |
| другие        | 141               | 0,42 %                     |
| не указавшие  | 485               | 1,48 %                     |
| всего         | 33288             | 100 %                      |

## Экономика

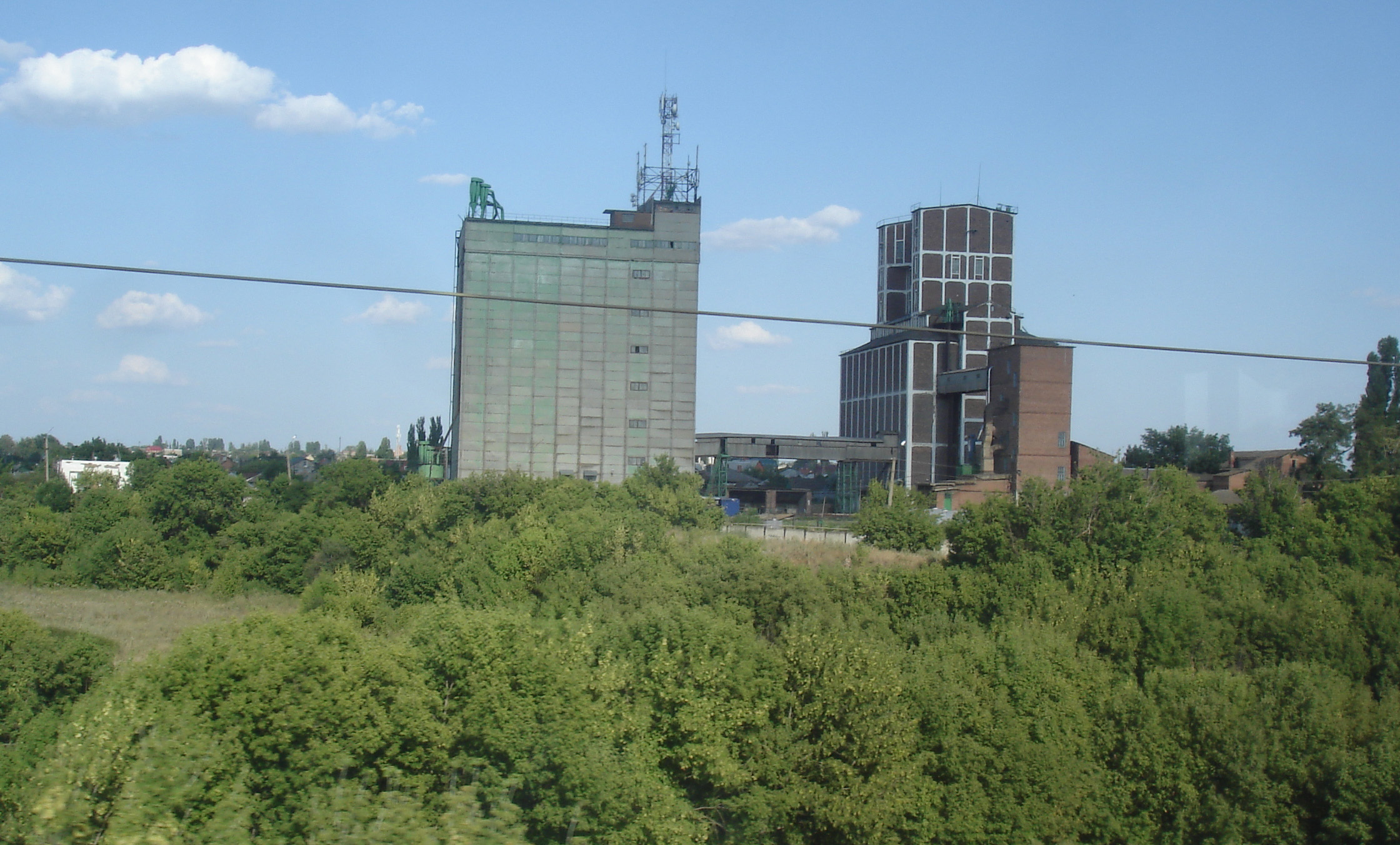
Миллеровский элеватор

### Сельскохозяйственное машиностроение
- ОАО Миллеровосельмаш[40] Основан в 1951 году. Предприятие специализируется на выпуске и реализации сельхозтехники, а также различных запчастей и комплектующих к сельскохозяйственному оборудованию.

### Пищевая промышленность
- ООО «Амилко» (крахмало-паточный комбинат). Основан в 2004 году. Компания «АМИЛКО» является крупнейшей инновационной производственной площадкой по глубокой переработке зерна кукурузы и выпуску различных видов крахмалов, сахаристых продуктов, высокобелковых кормов. Доля продукции предприятия составляет около 25 % по всем крахмальным сиропам, производимым в России.
- ОАО «Миллеровский винзавод». Компания зарегистрирована в 1993 году. Основным видом деятельности является: «Производство виноградного вина, сидра и прочих плодово-ягодных вин». Проектная мощность 300 тыс. бут. в месяц.
- Миллеровский филиал ОАО «Астон». Компания зарегистрирована в 2002 году. Основным видом деятельности является: «Производство неочищенных растительных масел». Производственная мощностью 400 тыс. тонн маслосемян в год.

### Прочие предприятия промышленности
ОАО «Миллеровский ГОК». Основан в 1937 году. Основной деятельностью является добыча и обогащение формовочных материалов и производство противопригарных покрытий. Эксплуатирует Карпов-Ярское месторождение формовочных песков.

### Ранее существовавшие промышленные предприятия
- ОАО «Миллеровский завод металлургического оборудования имени Гаврилова». Основан в 1904 году. Специализировался на выпуске подъемно-транспортного оборудования. В настоящее время предприятие не работает, проходит стадию ликвидации.
- АО «Миллеровский мясокомбинат». Основан в 1913 году на базе небольшой частной бойни. Основным видом деятельности является: «Производство мяса и пищевых субпродуктов крупного рогатого скота, свиней, овец, коз, животных семейства лошадиных». Не работает.
- Филиал «Миллеровский хлебокомбинат» ООО «Действие». Основан в 1923 году. Основным видом деятельности является: «Производство хлеба и мучных кондитерских изделий недлительного хранения». Также компания производит какао, шоколад, кондитерские сахаристые и макаронные изделия. Не работает.

### Военные объекты

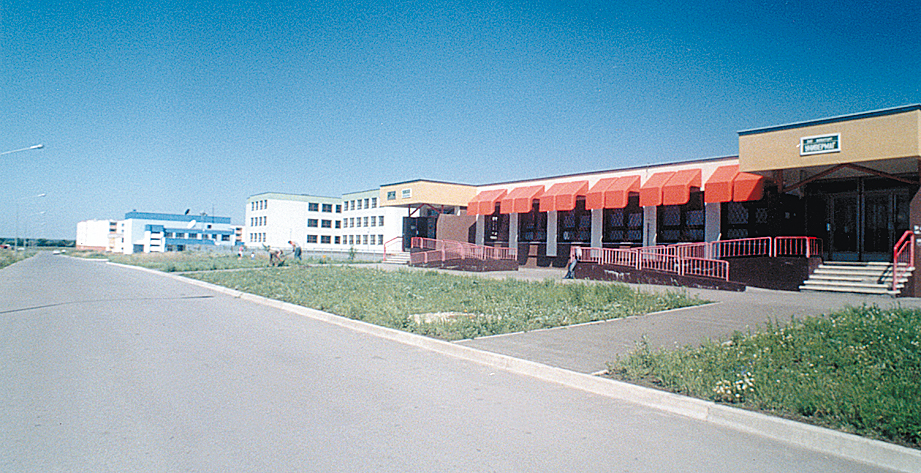
Жилой городок для военнослужащих

В 5 км северо-западнее Миллерова находится военный аэродром Миллерово.

### Торговля
В городе действуют федеральные торговые сети «Пятёрочка», «Магнит», Ассорти, Красное и Белое.

## Транспорт

### Автомобильный
Вблизи города проходит федеральная трасса М4 «Дон» (Москва — Ростов-на-Дону — Новороссийск). От неё на запад отходит автодорога Р272 (Миллерово — Луганск, ведущая к МАПП Волошино на российско-украинской границе. На восток отходит автодорога к слободе Кашары и далее на Камышин, либо на Волгоград.

### Железнодорожный

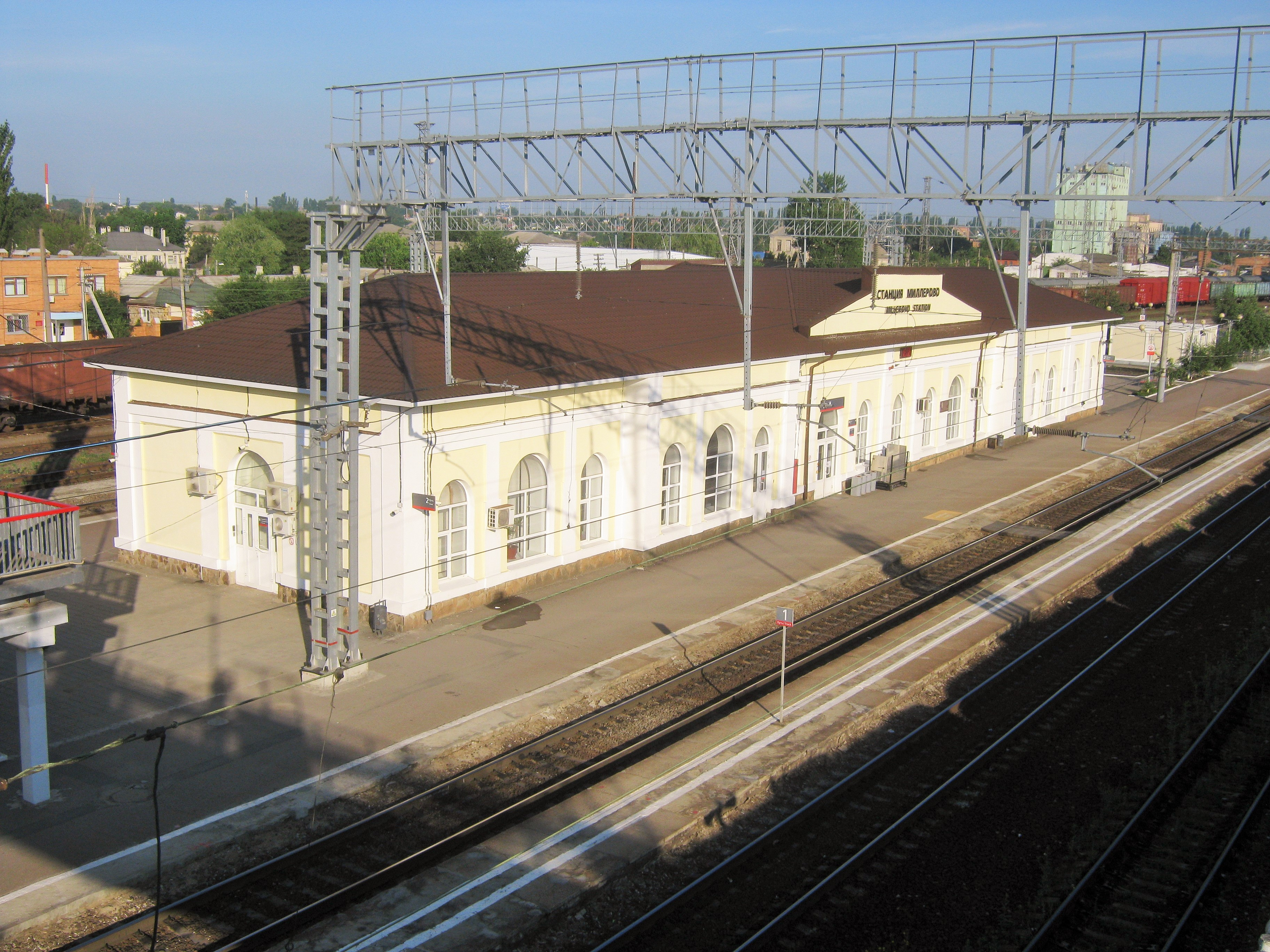
Вокзал станции Миллерово

Железнодорожная станция Миллерово является участковой станцией Северо-Кавказской железной дороги. Она находится на пересечении линий Москва — Ростов-на-Дону и Миллерово — Луганск.
Железная дорога в городе появилась во второй половине XIX века, в 1870-х годах дорога была продлена до Москвы. Сейчас через город проходит важнейшая железнодорожная магистраль (двухпутная, электрифицированная на переменном токе), которая связывает центр страны с Северным Кавказом.
Через станцию Миллерово дважды в сутки проходят пригородные электропоезда маршрутов: Ростов-Главный — Кутейниково, Лихая — Кутейниково и Глубокая — Шептуховка.
Линия на Луганск в настоящее время заброшена, но не разобрана.

### Городской общественный транспорт
Городской транспорт представлен маршрутами автобусов малой вместимости:
1. № В101, В102, В103, В104, В105: «Таможня — ДСХТ»
2. № В301, В302, В303, В304, В305: «Аэропорт — ДСХТ»
3. № В501, В502, В503: «Улица Артёма — Таможня»
4. № В601, В602, В603, В604, В605: «Таможня — Военный городок»
5. № В701, В702, В704, В705: «Северный сад — Военный городок»
6. № В801, В802, В803, В804: «Военный городок — ДСХТ»

## Образование

### Высшее профессиональное образование
- Филиал ФГБОУ ВО «РГЭУ (РИНХ)» в г. Миллерово Ростовской области

### Среднее профессиональное образование
- ГБПОУ РО «Миллеровский техникум агропромышленных технологий и управления (ДСХТ)»[42]. Основан в 1925 году.
- ГБПОУ РО «Миллеровский казачий кадетский профессиональный техникум»[43] (бывшее профессиональное училище № 76). Основан в 1970 году.

### Среднее общее образование[44]
- МБОУ Гимназия № 1 имени Пенькова М. И.
- МБОУ средняя общеобразовательная школа № 2
- МБОУ средняя общеобразовательная школа № 4 имени Героя России В. С. Пащенко
- МОУ средняя общеобразовательная школа № 5
- МБОУ Лицей № 7 имени маршала авиации А. Н. Ефимова
- МБОУ средняя общеобразовательная школа № 8

### Дошкольное образование
В Миллерово работают 14 муниципальных детских садов.

### Дополнительное образование[44]
- Дом детства и юношества
- Детско-юношеская спортивная школа
- Станция юных техников
- Эколого-биологический центр
- Оздоровительный центр «Янтарь»

## Культура

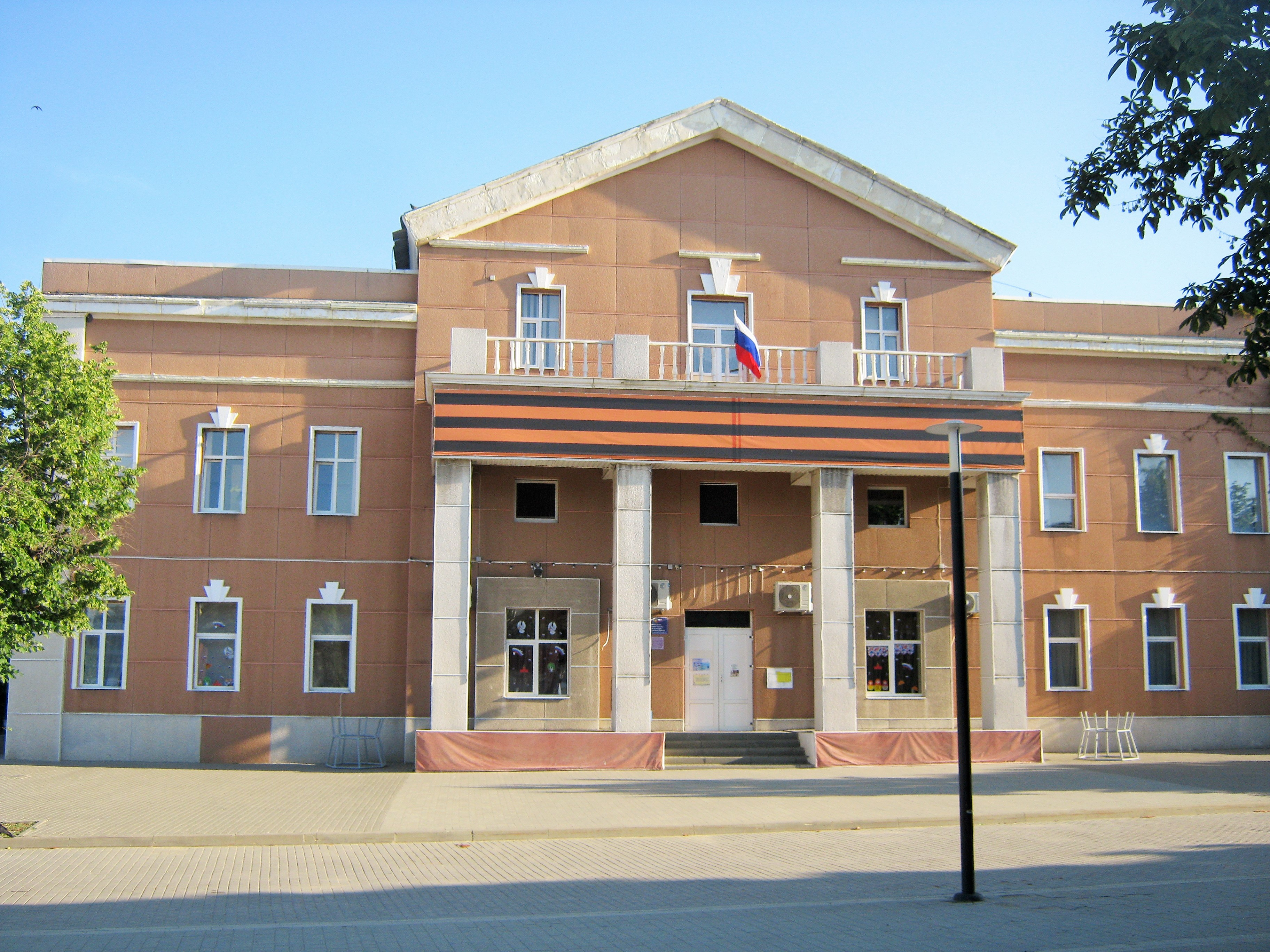
Дом культуры Миллеровского района

- МБУК «Дом культуры Миллеровского района»
- МБУК «Межпоселенческая центральная библиотека Миллеровского района»
- МБОУ ДОД «Детская школа искусств Миллеровского района»
- МБУ «Миллеровский краеведческий музей»
- Миллеровский развлекательный комплекс «Октябрь»
- Центр культуры и досуга

## Объекты туризма
- Волошинская гора (парапланы, дельтапланы).

## Достопримечательности

Памятник погибшим сотрудникам ОВД Ростовской области

- Миллеровский краеведческий музей. В городском краеведческом музее представлены экспонаты, посвященные жизни и истории Миллерова и его жителей[45].
- Музей милиции расположен рядом с музеем краеведения[46].
- Памятник писателю Михаилу Шолохову (2007)[47]. Скульптор: заслуженный художник УССР, лауреат Шолоховской премии Николай Васильевич Можаев.
- Памятники в честь Героев Советского Союза, уроженцев Миллерова[48].
- Скульптурные композиции: Владимиру Ильчу Ленину, «Героям, установившим Советскую власть на Дону в 1918-20 годах», маршалу Ефимову, «Погибшим в военных конфликтах в Афганистане и Чечне», Кукушкину Александру, «Мемориал воинам, освобождавшим Миллерово в 1943 году», Погибшим работникам ОВД[49], Самолёт МиГ-17, Танк Т-34-85, Узникам Дулаг-125[50].
- Мемориал узникам «Жертвам фашизма» (1980). Во время годы Великой Отечественной войны на территории города размещался концентрационный лагерь для советских военнопленных «Дулаг-125» («Миллеровская яма»). Через лагерь прошло около 120 тысяч военнопленных, около 40 тысяч остались в лагере навсегда[51].
- Храм Святого Великомученика и Целителя Пантелеимона[52].
- Музей, посвящённый М. А. Шолохову, в здании железнодорожного вокзала станции Миллерово.[53]

Некоторые экспонаты музея Шолохова

## Фотогалерея

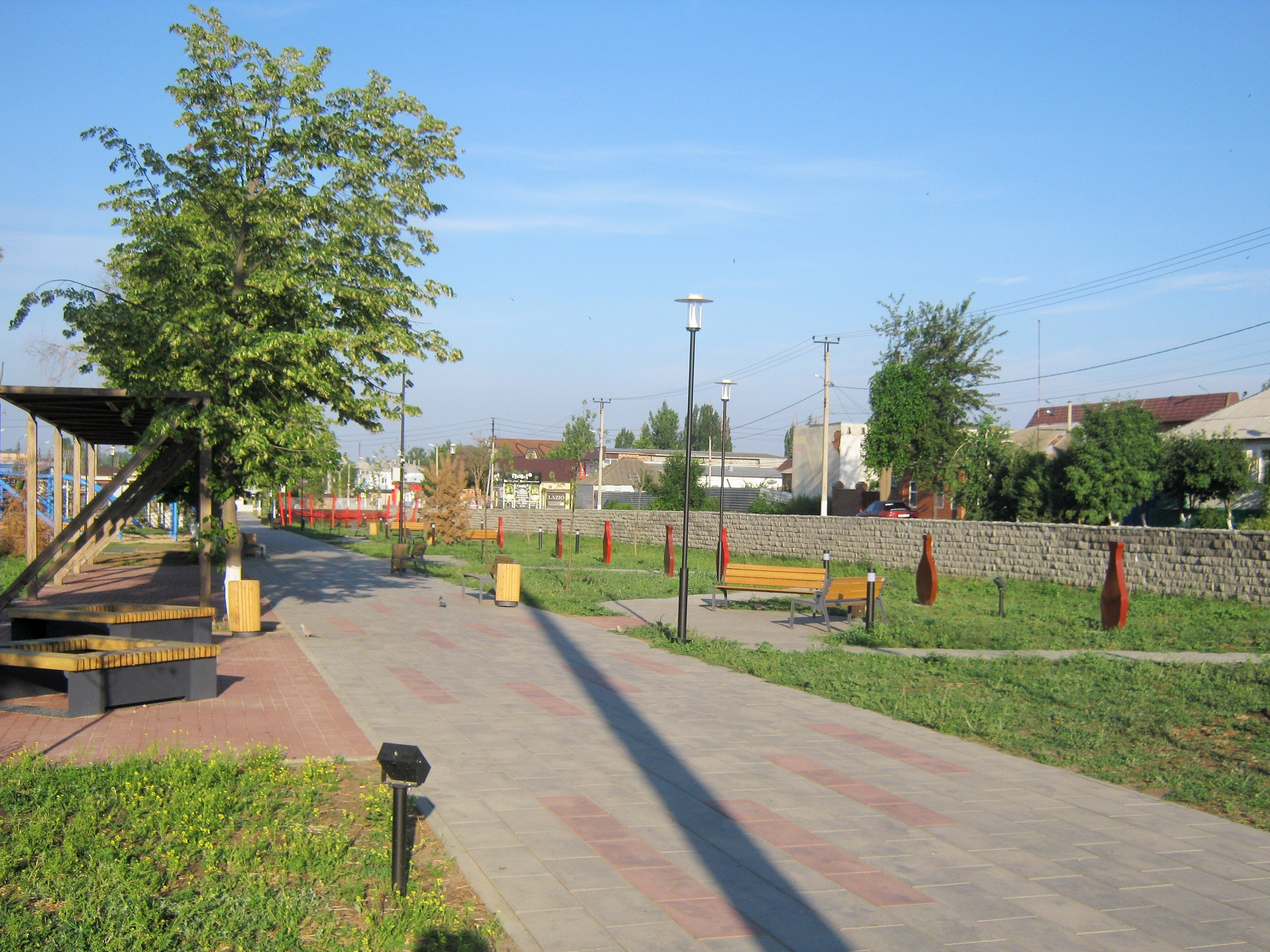
Бульвар на улице 3-го интернационала
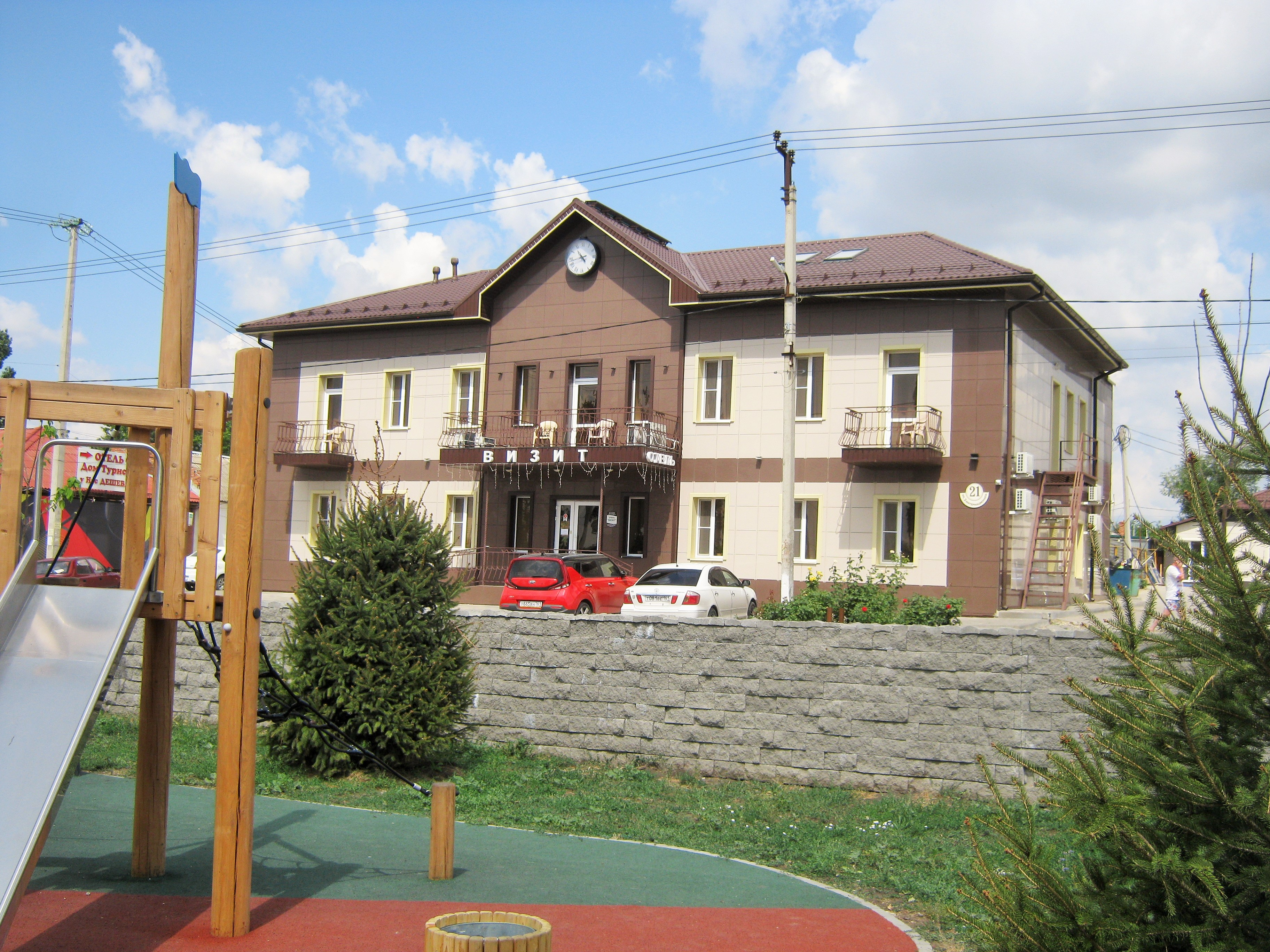
Гостиница «Визит»
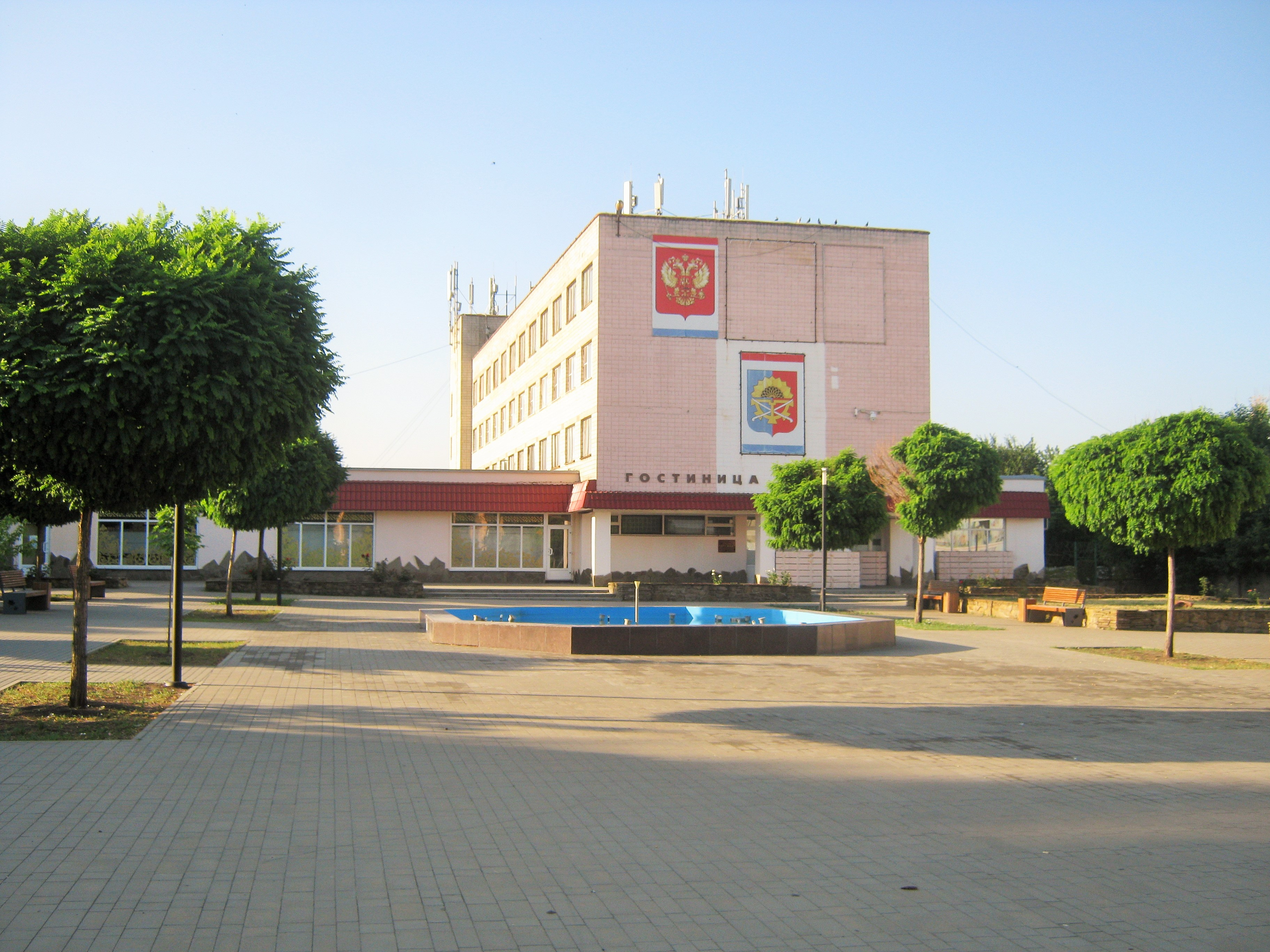
Гостиница «Дружба»
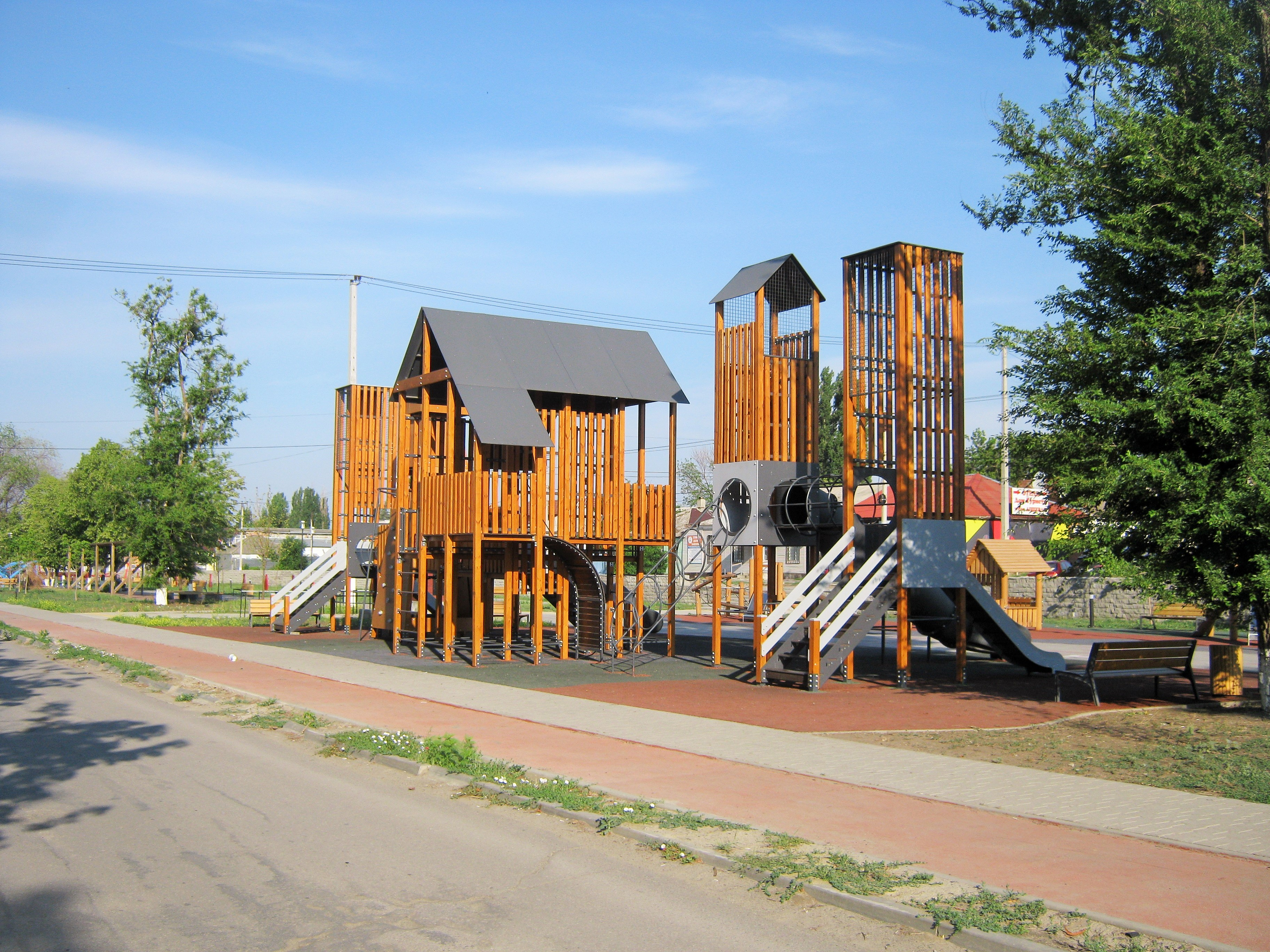
Игровая площадка на улице 3-го интернационала
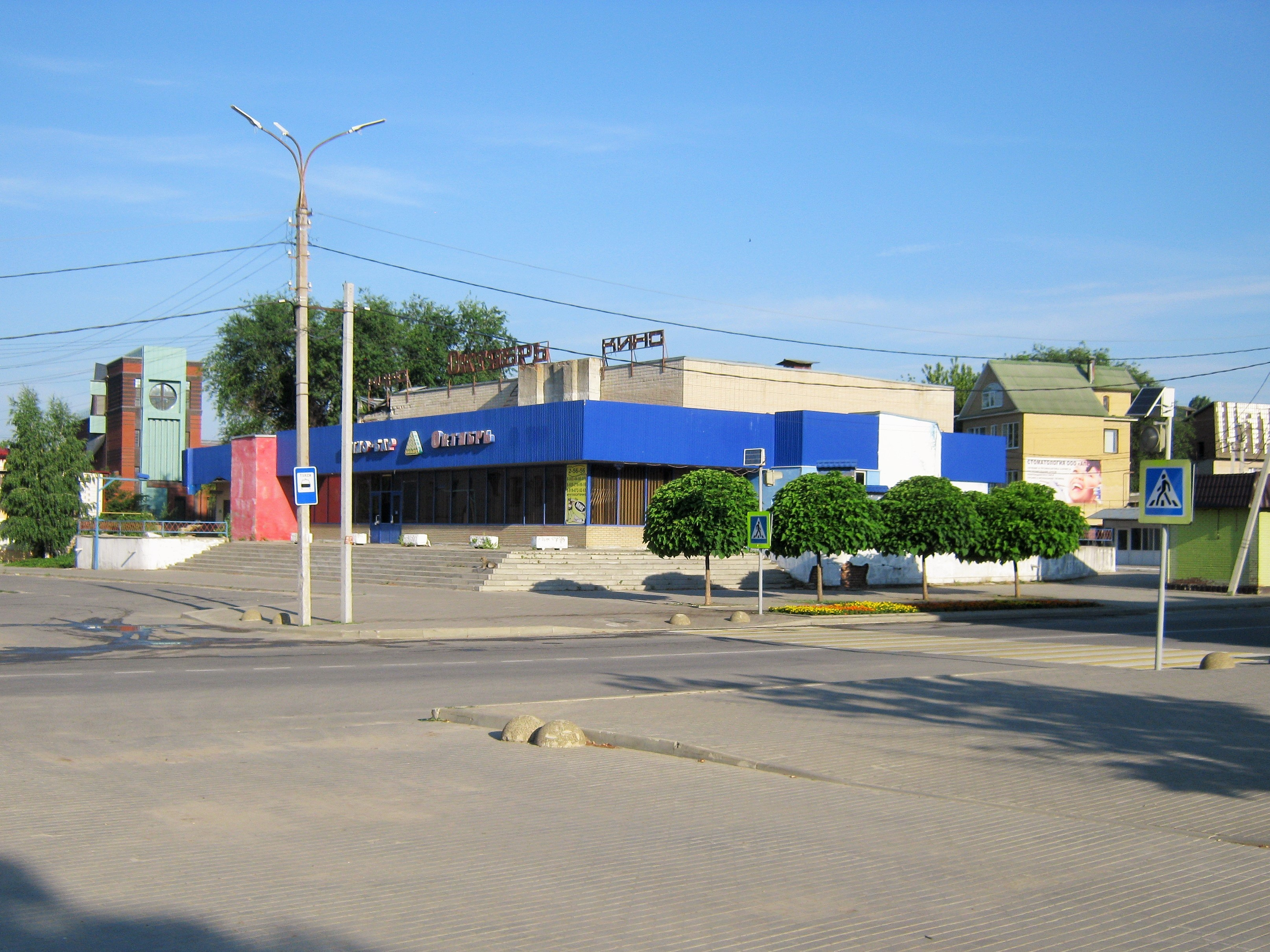
Кинотеатр «Октябрь»
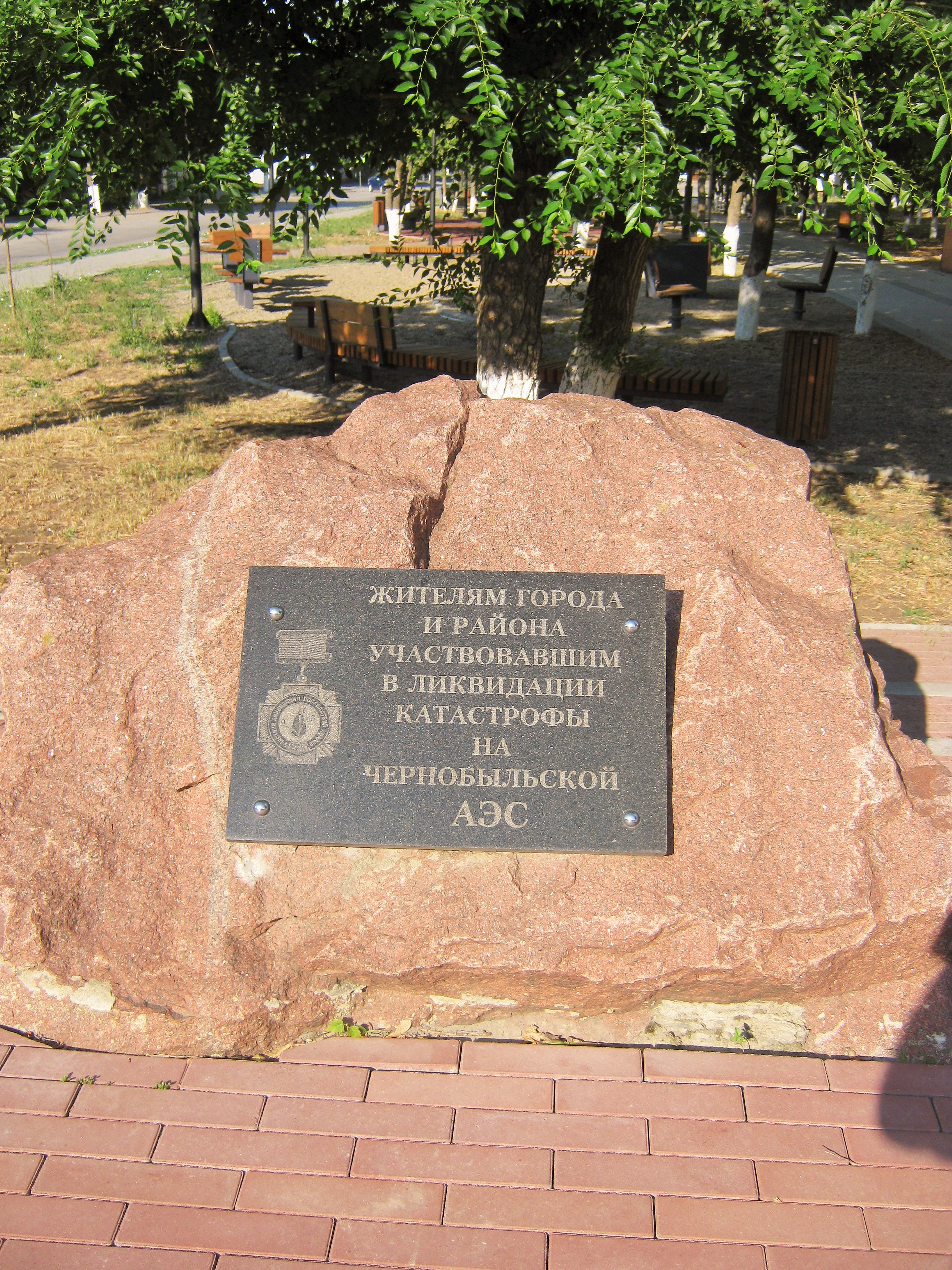
Памятник ликвидаторам аварии на ЧАЭС
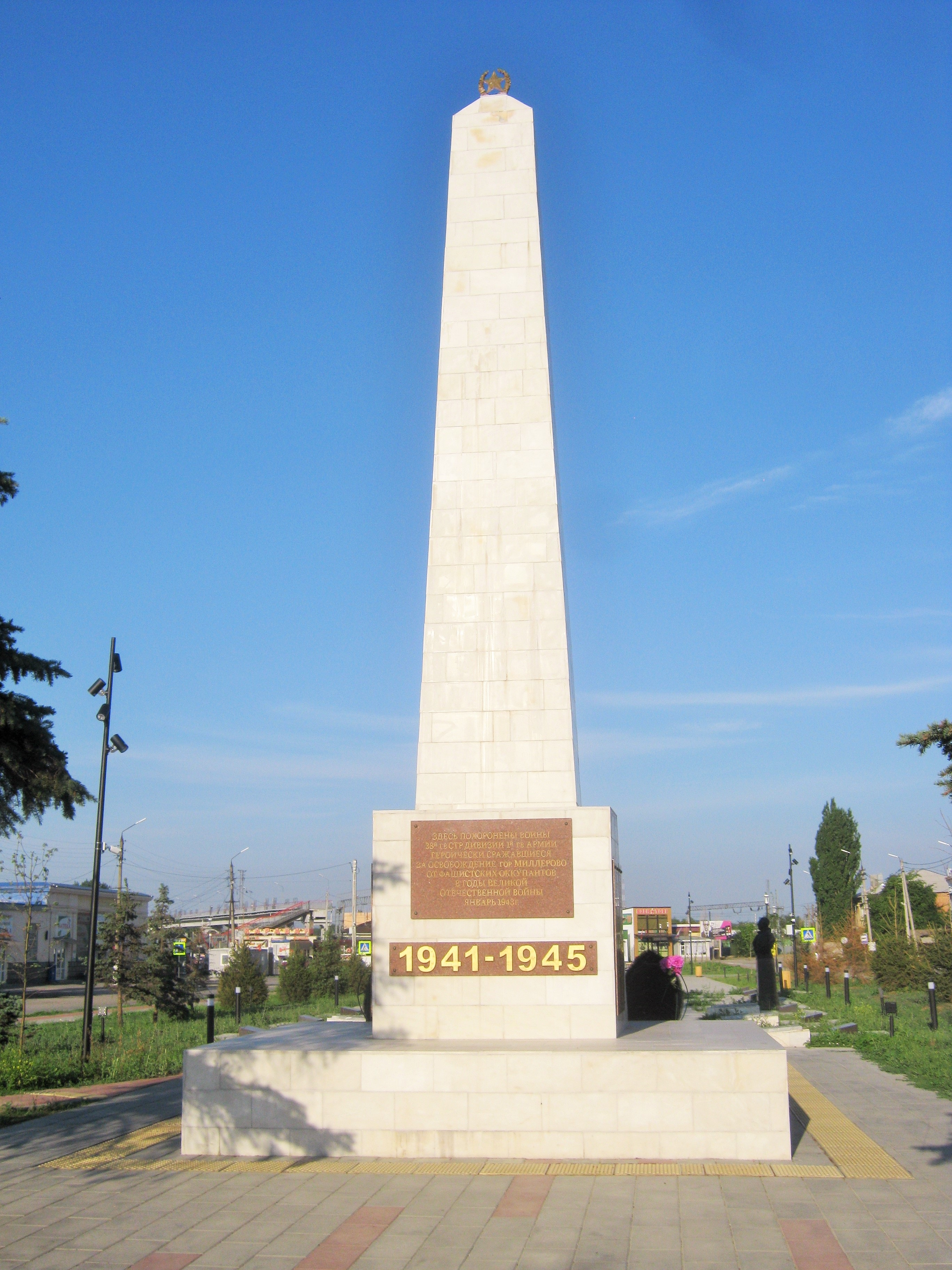
Мемориал на аллее Героев
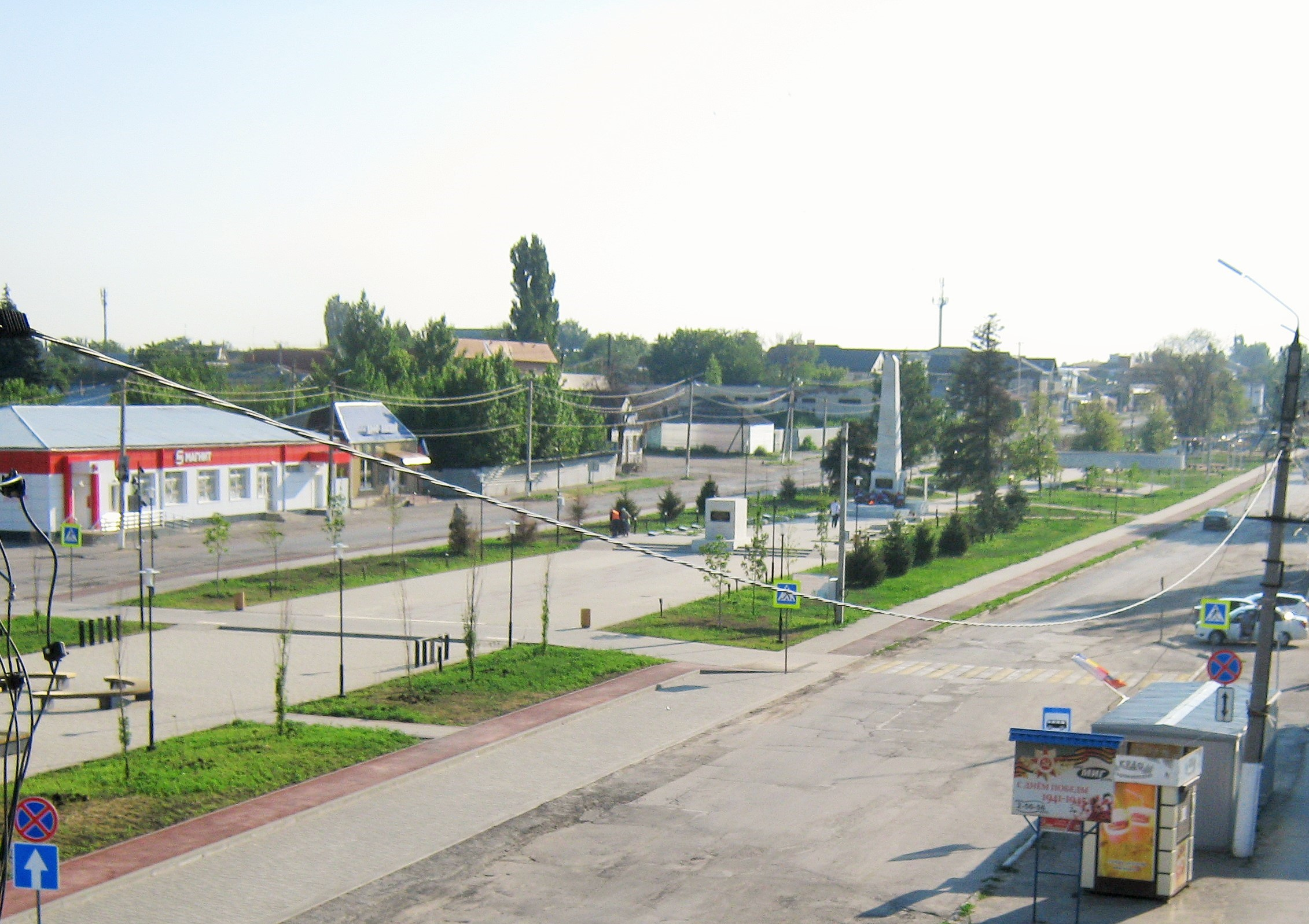
Мемориал на аллее Героев
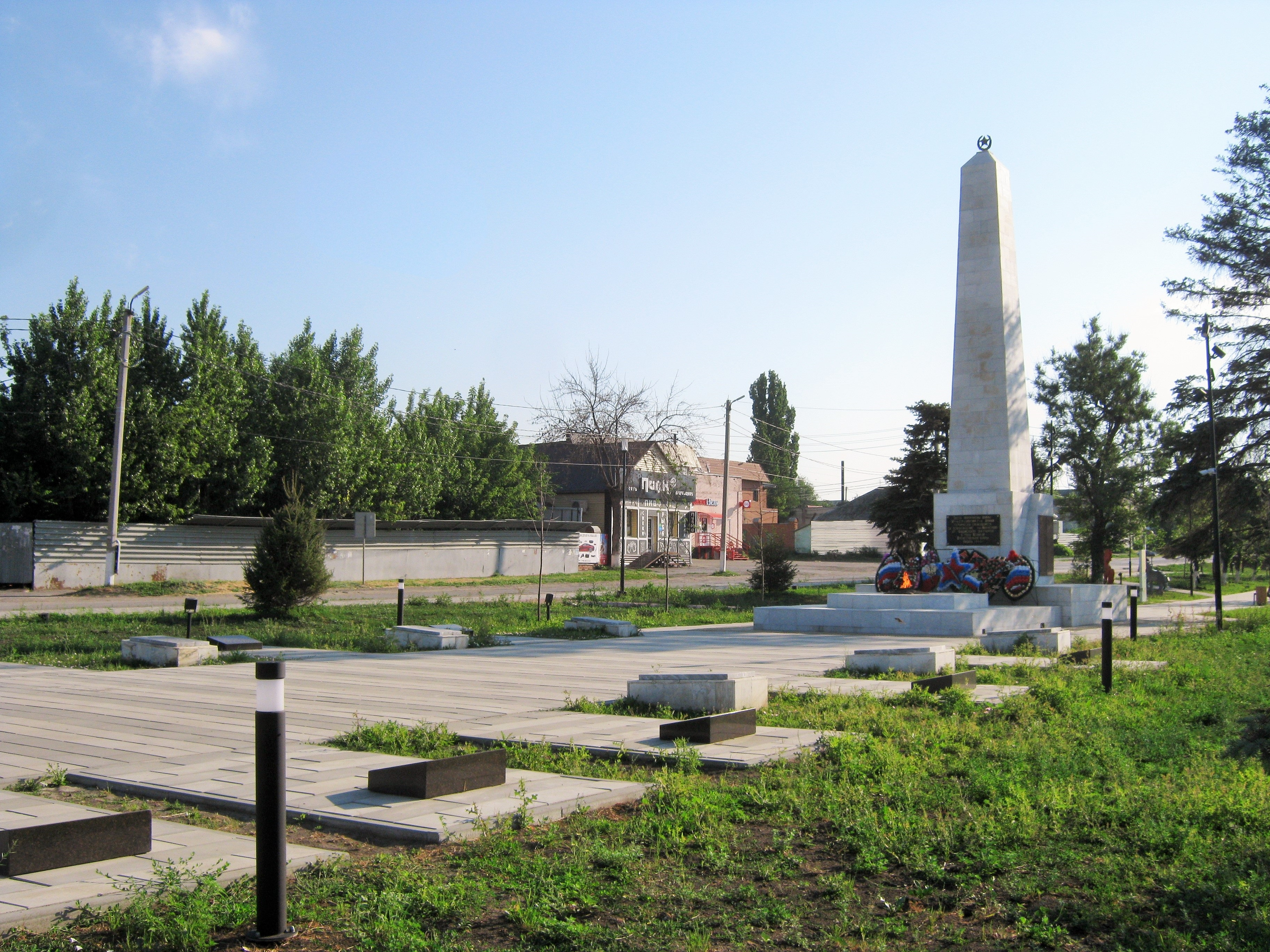
Мемориал на аллее Героев
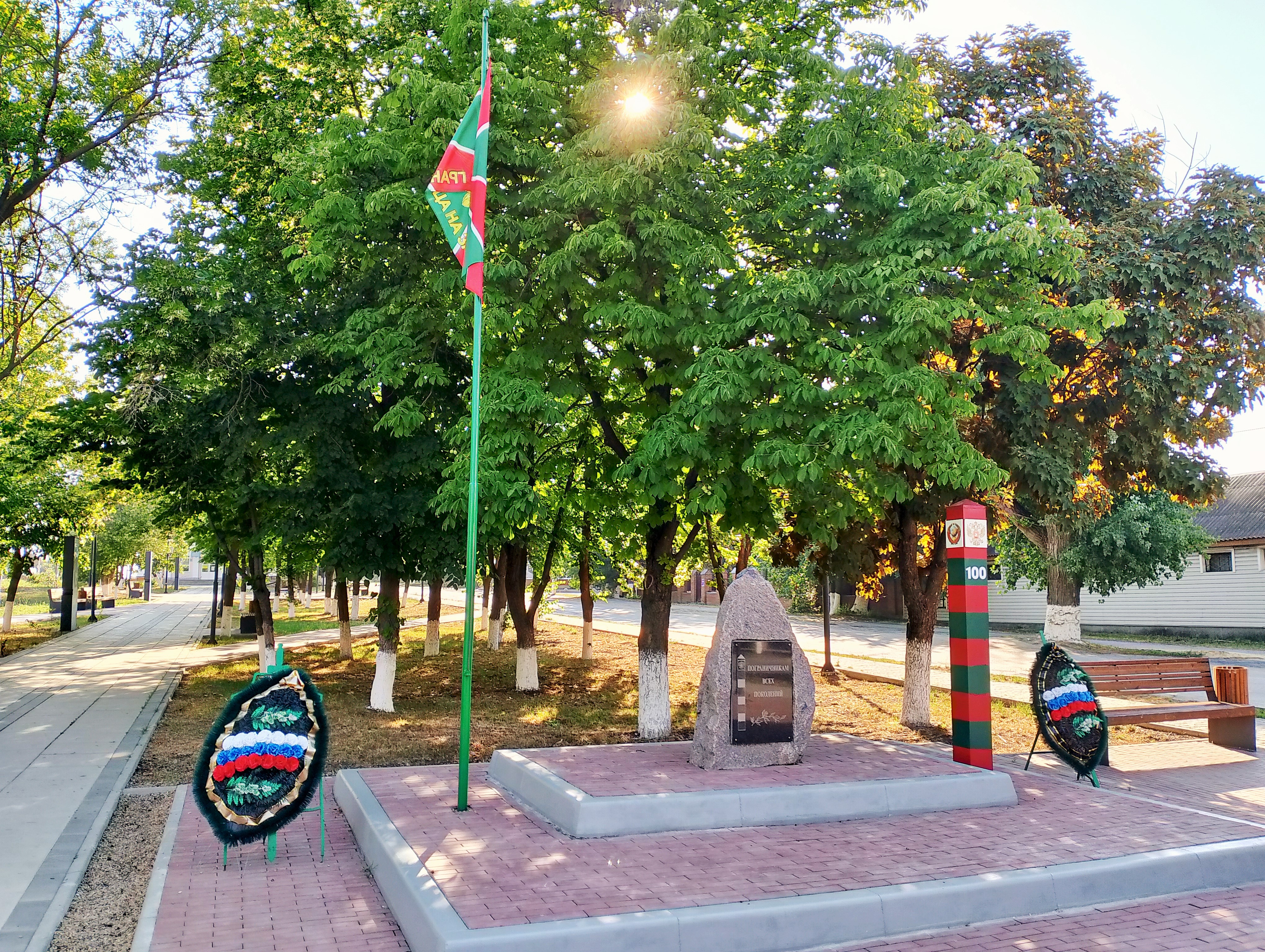
Памятник 100-летию пограничной службы России
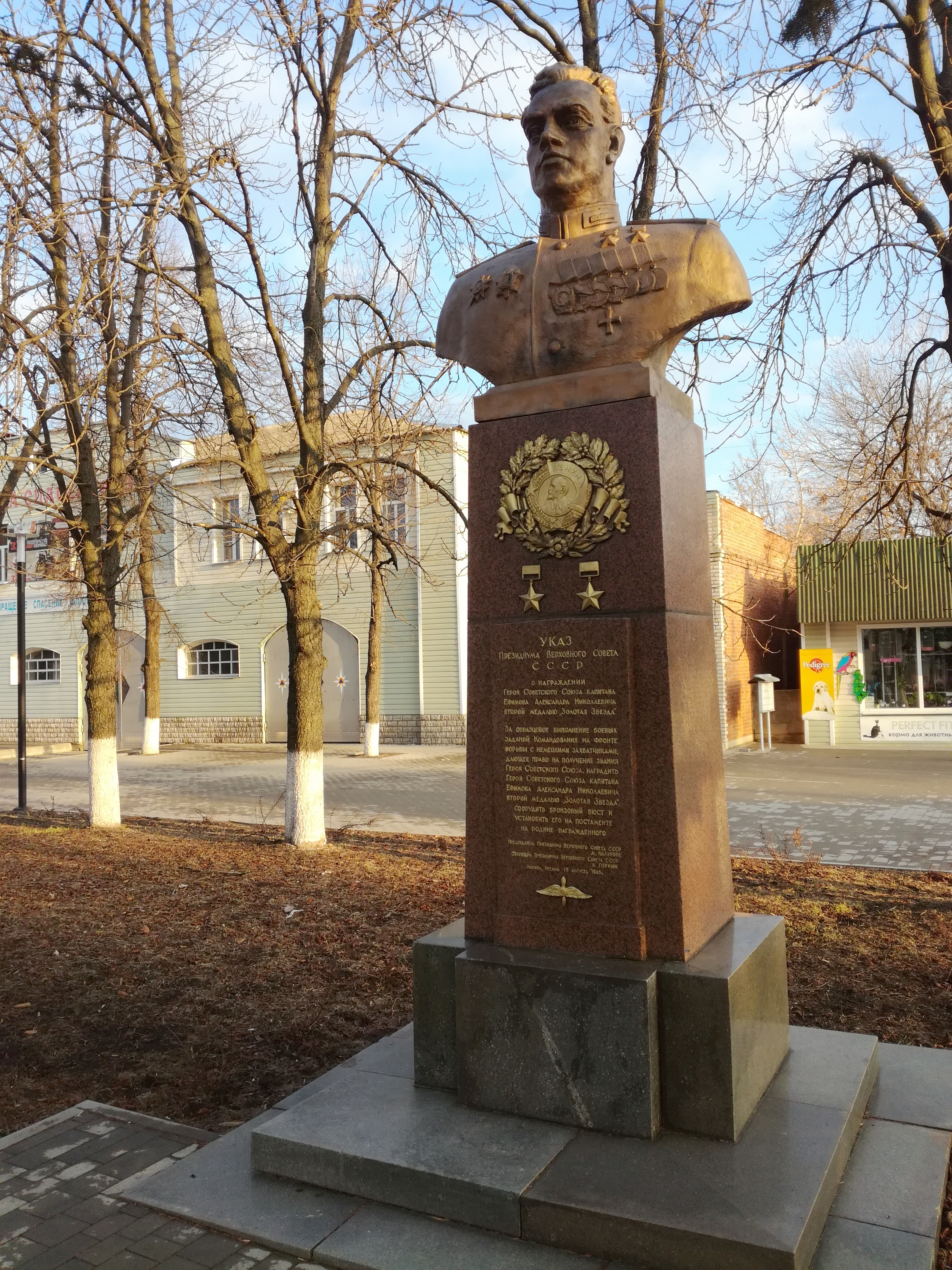
Бюст дважды Героя Советского Союза Е.Н. Ефимова
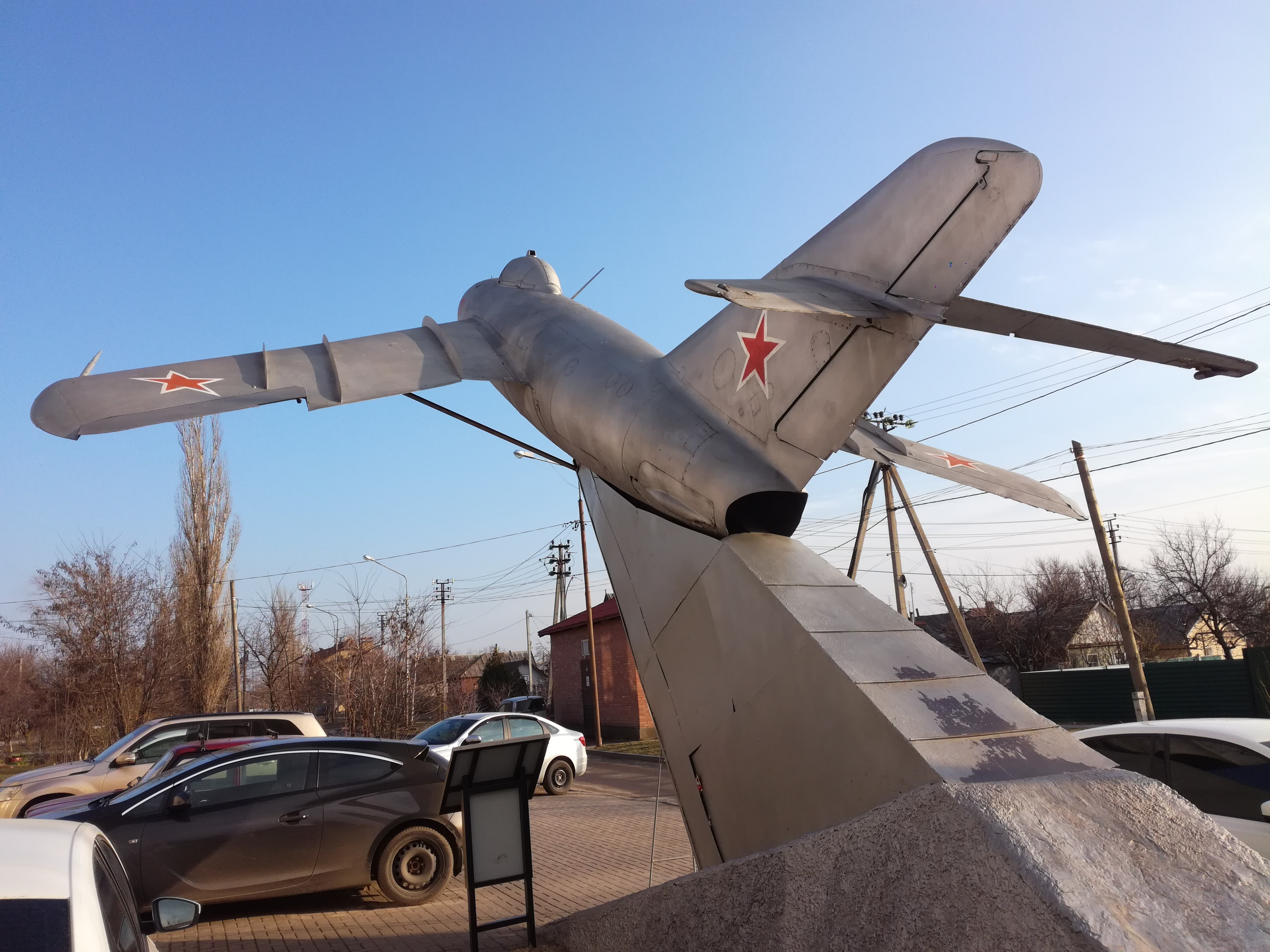
Памятник советским летчикам
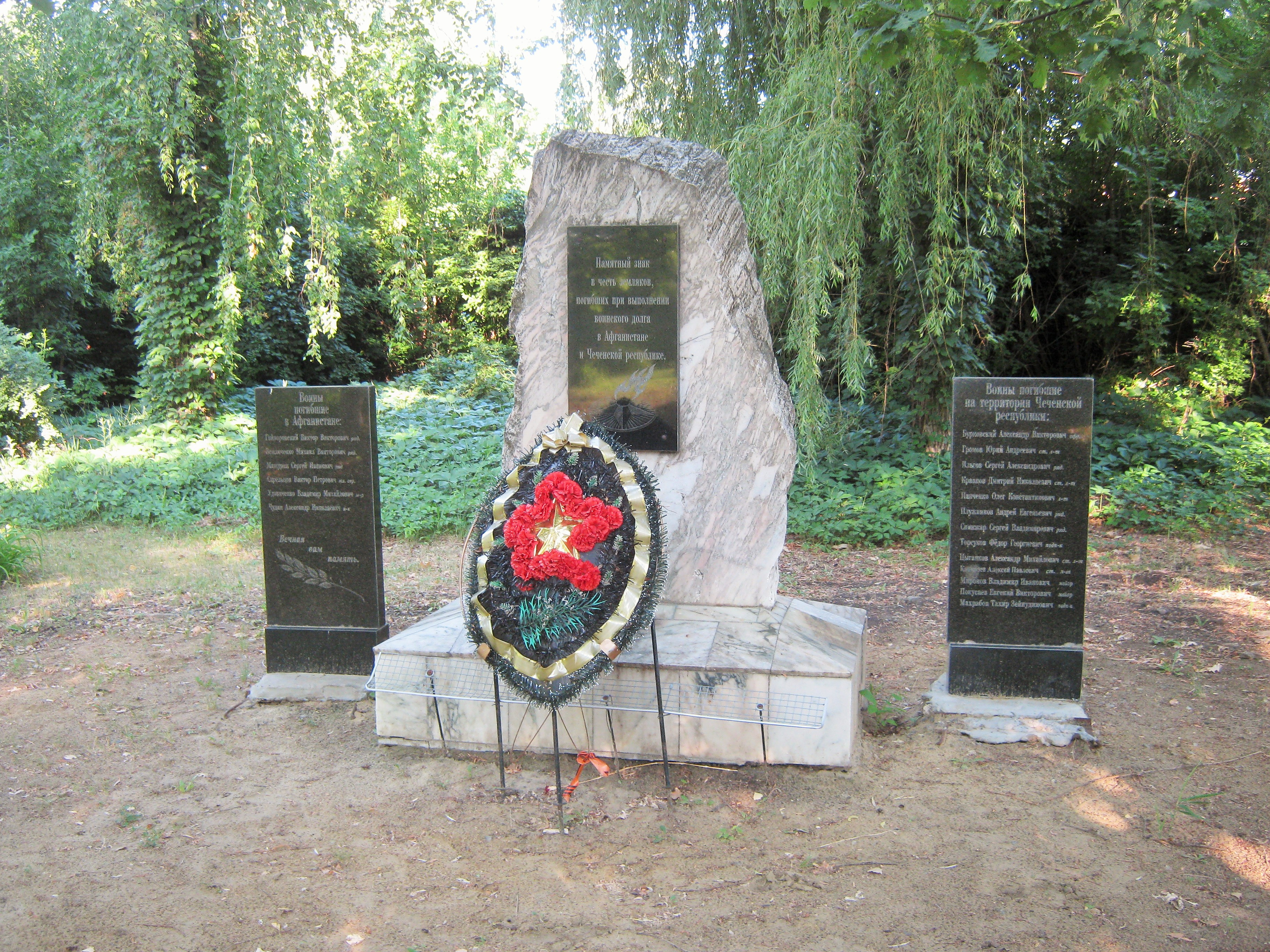
Памятник погибшим в военных конфликтах
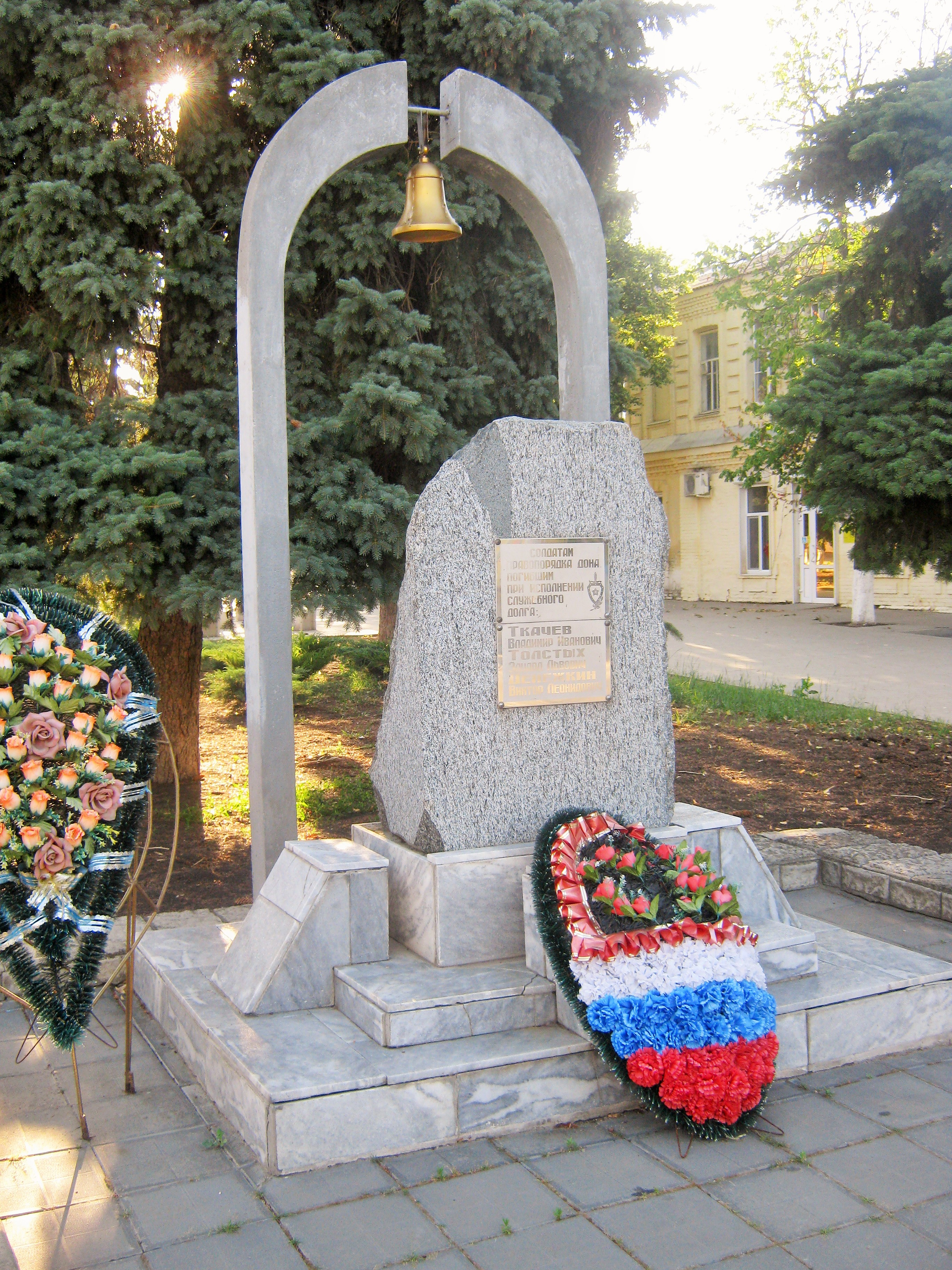
Памятник Солдатам правопорядка
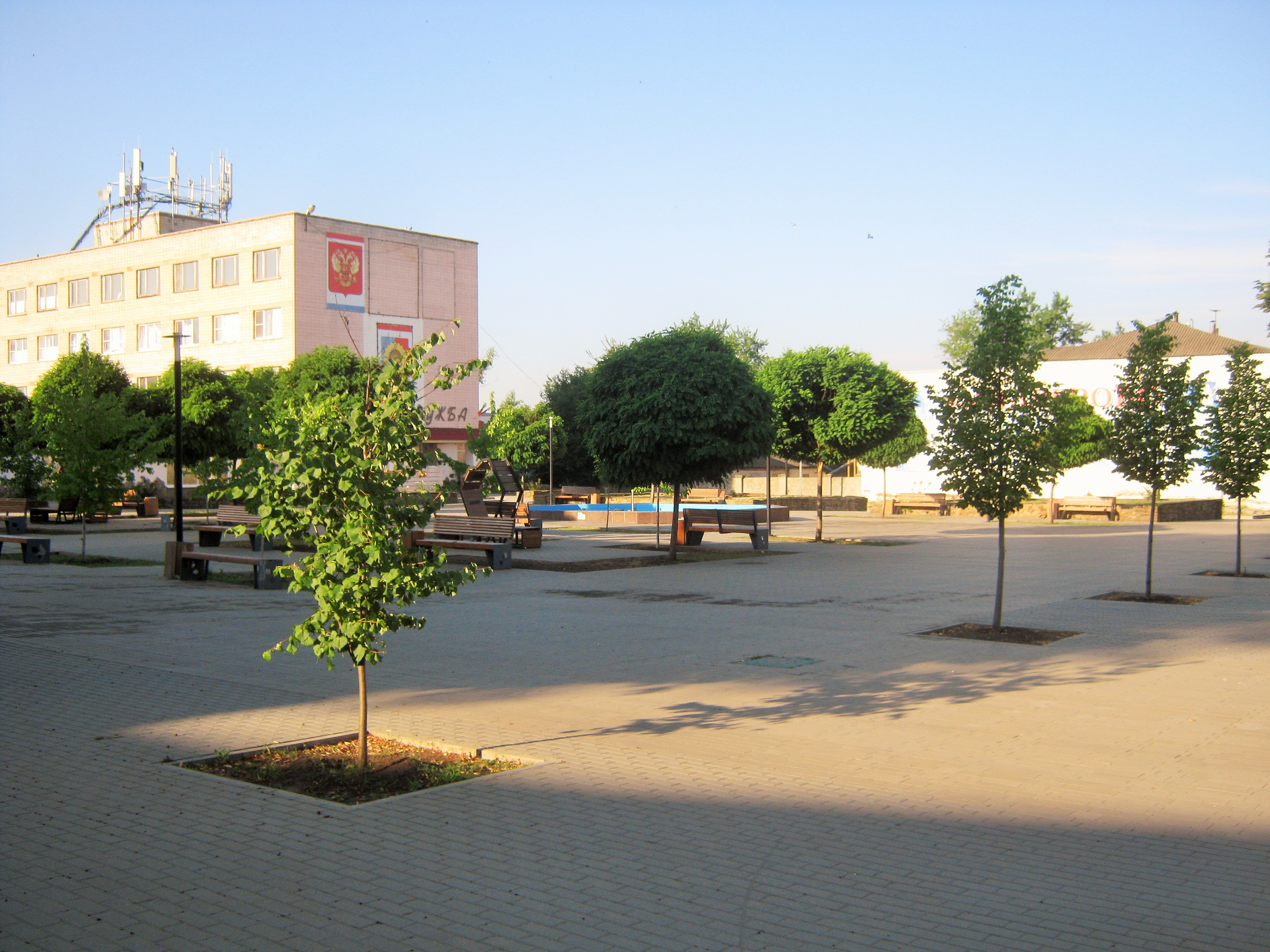
Площадь Гагарина
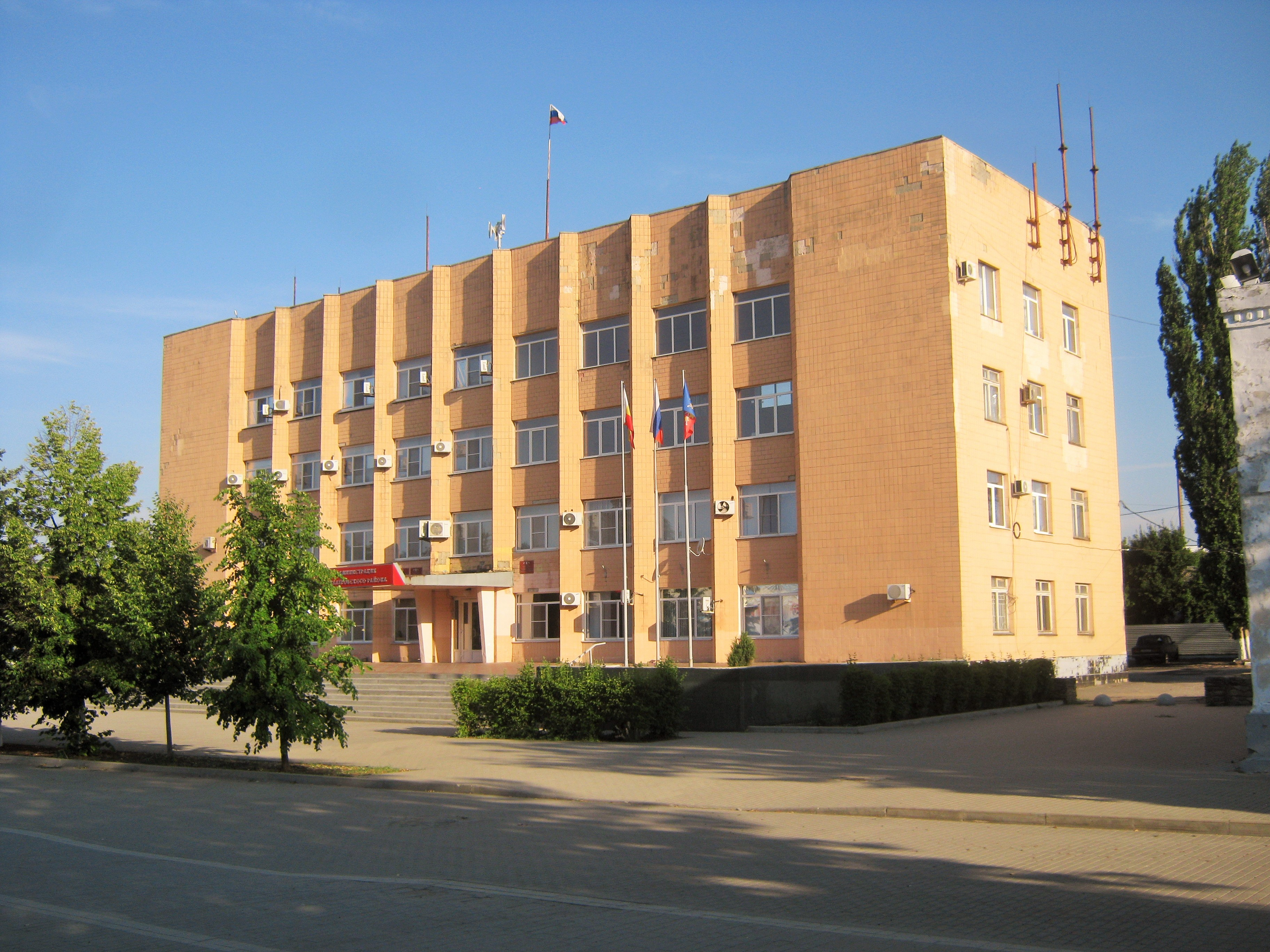
Районная администрация
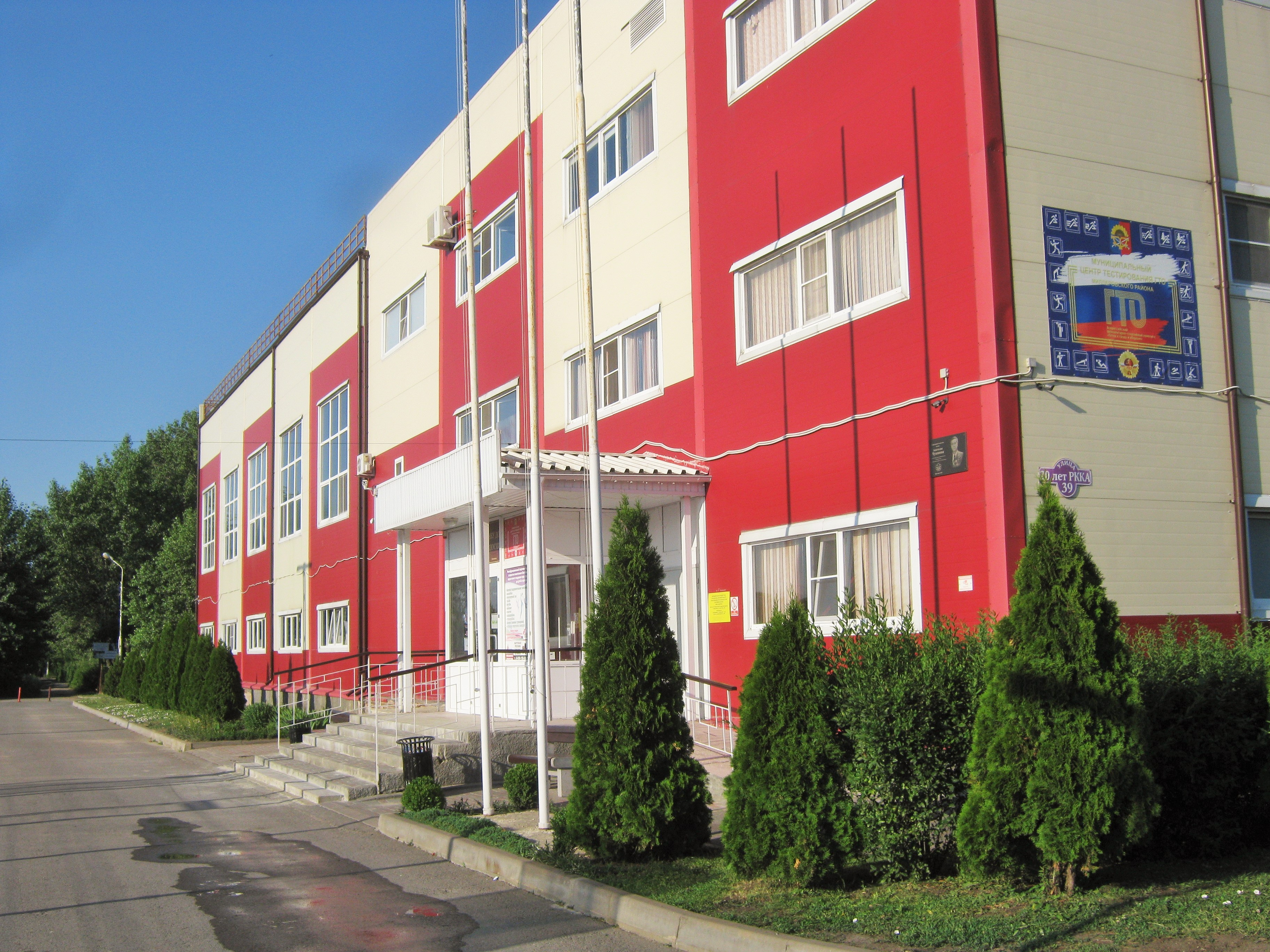
Спорткомплекс имени А. Чуканова
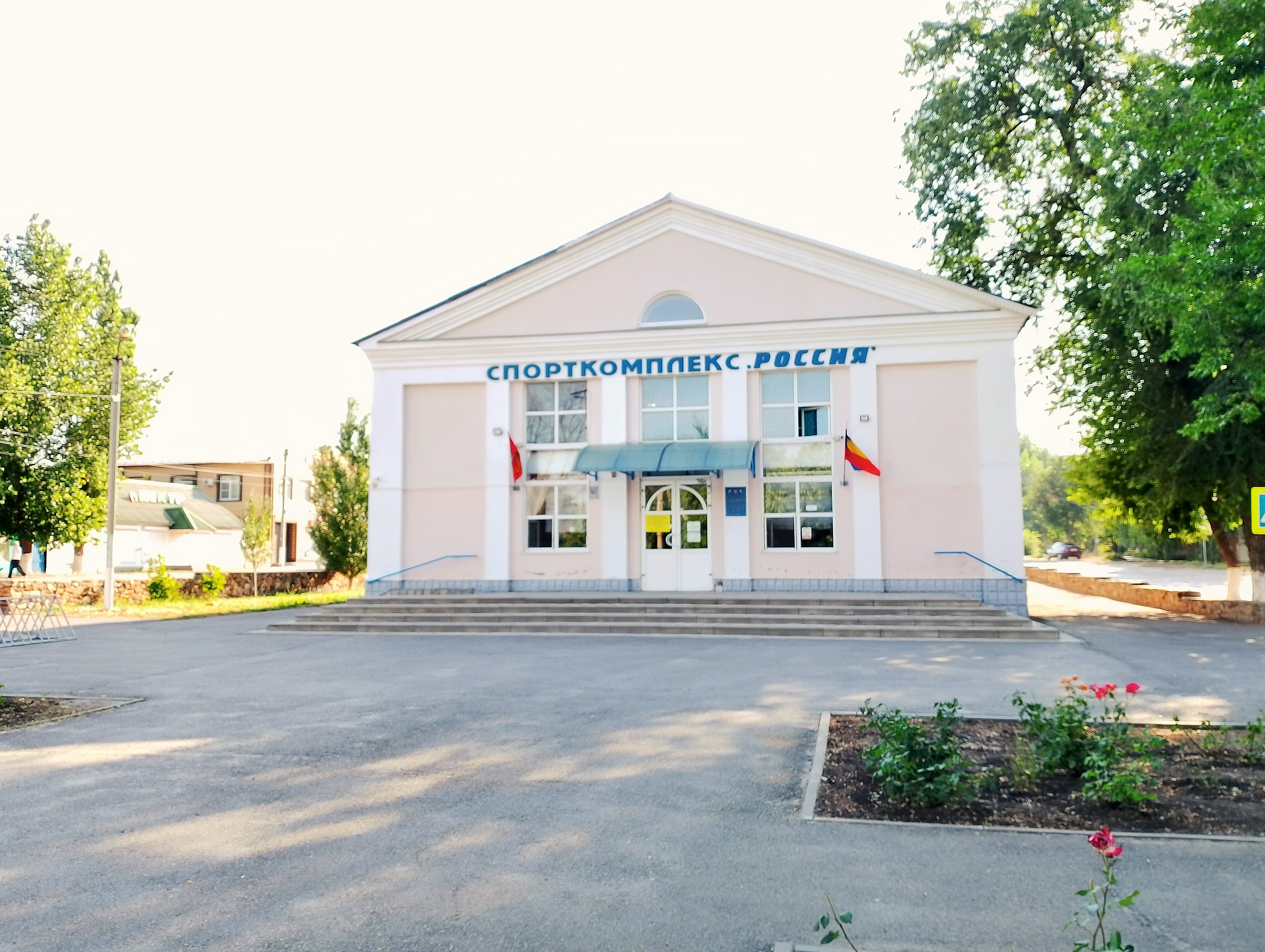
Спорткомплекс «Россия»
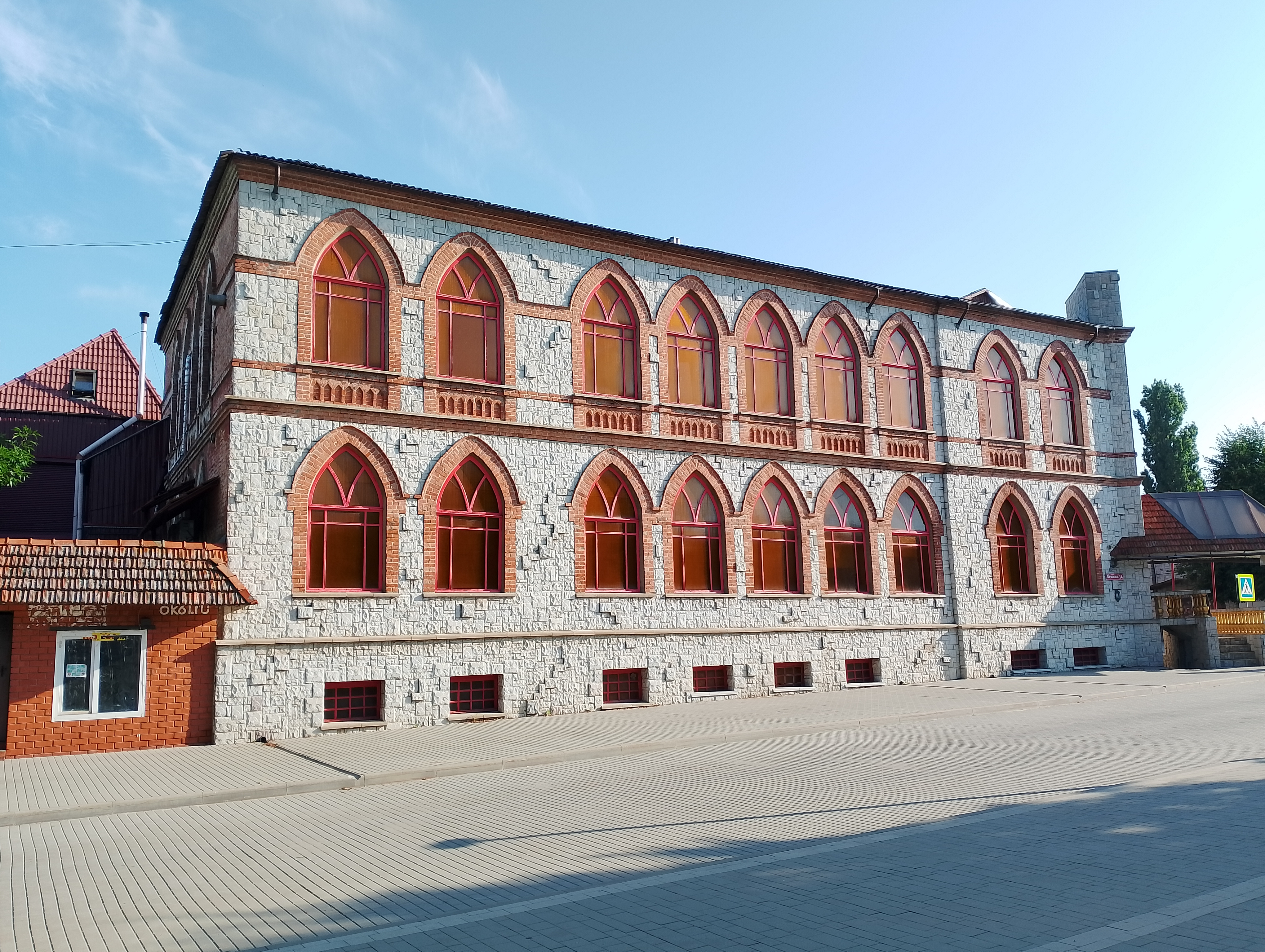
Дом 2 по улице Карла Маркса
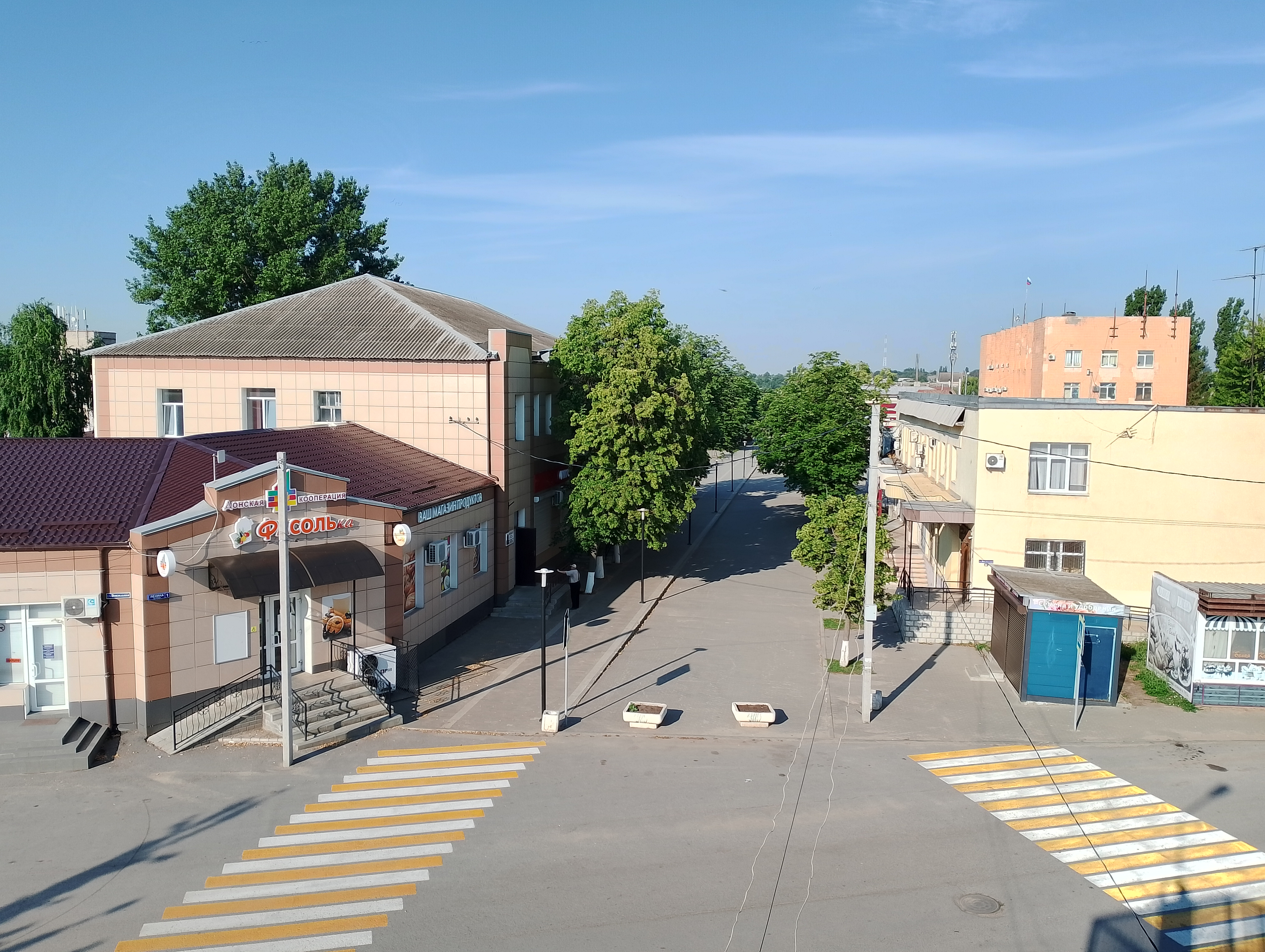
Начало улицы Ленина